# Christian de Stavelot
Christian ou Chrétien de Stavelot est un moine bénédictin du IXe siècle, exégète de la Bible parfois identifié (peut-être de manière erronée) à Christian Druthmar ou Druthmar d'Aquitaine.
On sait seulement que Christian enseignait l'Écriture sainte au monastère de Stavelot-Malmédy vers 864-865, date probable de son commentaire sur l'évangile de Matthieu, mais il n'est pas certain qu'il fut membre de cette communauté. Ses références à l'Aquitaine et à la Bourgogne font penser qu'il est originaire de la partie sud de la Gaule ; il est imprégné par une culture littéraire où la grammaire prend beaucoup d'importance et où l'influence insulaire (probablement irlandaise) est très nette. Christian pourrait donc avoir été formé dans un centre où cette influence était réelle, mais lequel ? L'éditeur du commentaire de Matthieu, R.B.C. Huygens, émet l'hypothèse selon laquelle Christian pourrait avoir été pendant un temps moine de l'abbaye de Corvey, fondée en 822 par Corbie. Christian avait en outre sans doute assez de connaissance de la langue grecque pour être l'auteur de la traduction du grec en latin de la Passion de sainte Euphémie de Chalcédoine diffusée en Occident à partir de cette époque, et qui se trouve insérée à la fin du commentaire.
Les caractères de son exégèse le rapprochent des productions de l'« École d'Auxerre », représentée notamment par Haymon d'Auxerre et Heiric d'Auxerre, qui écrivent dans les années 840-865 environ pour le premier et 870-883 environ pour le second. L'intérêt pour la grammaire, mais surtout les références aux sources historiques et à la législation civile ou canonique sont autant de points communs entre Christian et Haymon. Il n'est pas jusqu'à la méthode de citation qui ne soit plus ou moins commune aux deux hommes : un mélange de citations littérales, de citations ad sensum (selon le sens) et des passages personnels. C'est une exégèse à dominante littérale et scolaire, comme chez Haymon, et non strictement compilative comme c'est le cas de Claude de Turin ou de Raban Maur un peu plus tôt. Il est sans doute judicieux de situer, peut-être les origines familiales, du moins l'ensemble de la formation et de la vie monastique de l'auteur dans une région comprise entre Lyon, au sud, et les Ardennes, au nord. La diffusion de son commentaire sur Matthieu est exclusivement germanique. 

## Œuvre d'attribution certaine
- Expositio super librum generationis [=commentaire sur l'évangile de Mathieu], éd. critique par R. B. C. Huygens, Turnhout, Brepols, 2008 (Corpus christianorum, Continuatio medievalis, 224).

Œuvres douteuses
- Expositio brevis in Lucam
- Expositiuncula in Ioannem Evangelistam

L'éditeur critique du commentaire sur Matthieu (chez Brepols, Corpus Christianorum, Continuatio Medievalis 224), R.B.C. Huygens, ne reprend pas cette attribution dont doutaient déjà d'autres spécialistes avant lui. Ces notes sur Luc et Jean ne constituent qu'un travail préparatoire anonyme, pur prélèvement de citations sans cohérence ni caractère suffisamment individualisant qui permette de les placer sous l'autorité de Christian de Stavelot.

### Éditions
- Abbé Migne in Patrologie Latine, à consulter sur Documenta Catholica Omnia : très mauvaise édition, basée sur un manuscrit lacunaire et où pullulent les omissions de termes. Mieux vaut utiliser désormais l'édition de R.B.C. Huygens signalée plus haut, parue en 2008 sous le titre : Expositio super librum generationis, et qui se base sur neuf témoins manuscrits ainsi que sur les éditions de la Renaissance.